# Jurang Manggu Timur
Jurang Manggu Timur is een bestuurslaag in het regentschap Tangerang Selatan van de provincie Banten, Indonesië. Jurang Manggu Timur telt 37.374 inwoners (volkstelling 2010).